# Spilosoma biagi
Spilosoma biagi är en fjärilsart som beskrevs av Bethune-Baker 1908. Spilosoma biagi ingår i släktet Spilosoma och familjen björnspinnare. Inga underarter finns listade i Catalogue of Life.